# 테네리페 음악당

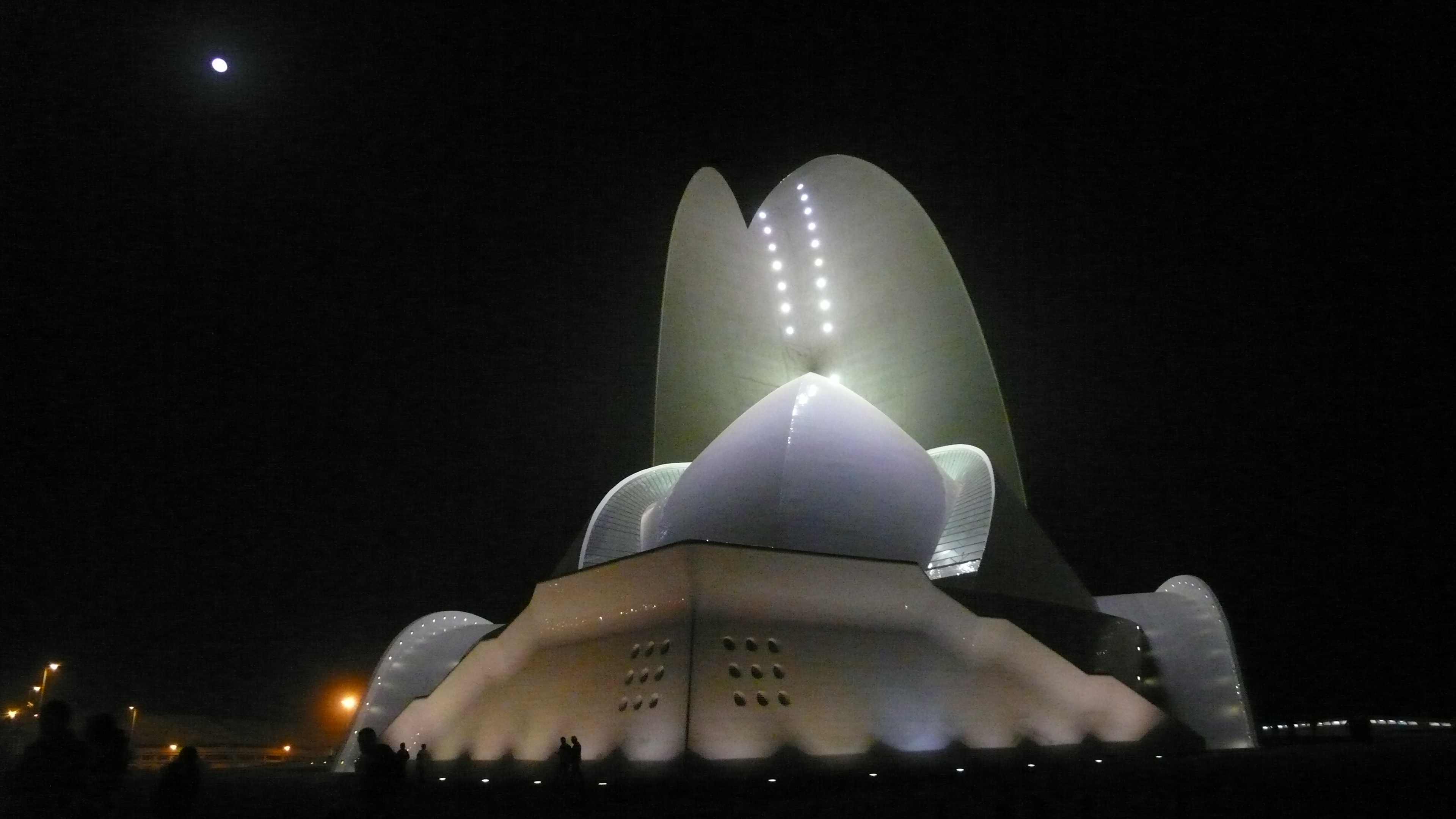
테네리페 음악당

테네리페 음악당(Auditorio de Tenerife 또는 Auditorio de Tenerife "Adán Martín")은 2003년 9월 26일 착공 6년 7개월만에 산타크루스데테네리페 음악당으로 문을 열었다. 스페인 발렌시아 태생의 건축가 산티아고 칼라트라바(1951∼)의 작품이다. 거북이처럼 생긴 원추형 건물의 지붕을 흰색 콘크리트로 덮은 반원형 장식물은 보는 이의 상상력을 자극한다. 그것은 산타크루스데테네리페 주 섬의 가장 대표적인 상징 중 하나이다.
산타크루스에서는 1970년대 초부터 콘서트홀 건립 필요성이 대두돼왔다. 처음엔 문닫은 투우경기장에 지붕을 씌워 콘서트홀로 개조하자는 의견도 있었다. 옛 시민병원 자리엔 '인간과 자연 박물관'이 들어섰다. 결국 테네리페 지방 의회는 해변 공원과 산타크루스 항구 사이의 로스 라노스 해변에 새 공연장 부지를 정했다.
개관 기념공연 때는 스페인 소피아 왕비와 펠리페 황태자가 참석한 가운데 브루크너의'테데움', 베토벤의'황제 협주곡', 펜데레츠키의'로열 팡파르'를 연주했다. 테네리페 심포니가 상주하고 있는 심포니홀(1668석)은 오페라.무용 공연은 물론 국제회의도 가능하다.

## 같이 보기
- 시드니 오페라 하우스